# Sandro Véliz Soto
Sandro Gustavo Véliz Soto (Huancayo, 20 de junio de 1979) es un político peruano. Actualmente ocupa el cargo de Alcalde provincial de Huancayo tras la suspensión de su antecesor Juan Carlos Quispe Ledesma al tener un mandato de detención por presuntamente formar parte de la organización criminal "Los Tiranos del Centro".

## Biografía
Nació en Huancayo, el 20 de junio de 1979, hijo de Humbert Aníbal Véliz Fernández y María del Carmen Soto Dulanto. Cursó sus estudios primarios en diversos establecimientos educativos de su ciudad natal. Los estudios secundarios de cinco años los completó en ocho pasando durante ellos por el Colegio Santa Isabel y culminándolos el año 2000 en el Politécnico Regional del Centro. Entre el 2004 y el 2008 cursó estudios superiores de educación en la Universidad Peruana Los Andes, titulándose como profesor de educación secundaria. Tras desarrollar breves labores en la Universidad Los Andes y la Municipalidad Provincial de Huancayo, desde el 2013 es un empresario del rubro de transportes.

## Trayectoria Política
Entre el 2004 y el 2013 estuvo afiliado al partido Acción Popular y desde el 2015 forma parte del Partido Político Perú Libre ocupando el cargo de secretario de Economía entre el 2015 y el 2017. Participó en las elecciones municipales del 2014 como candidato a regidor de la provincia de Huancayo sin obtener la elección. En las elecciones municipales del 2018 sí fue elegido como regidor, cargo que asumió el 1 de enero del 2019.
El 6 de agosto del 2019, tras la declaración de vacancia del cargo del electo alcalde Huancayo Henry López Cantorín y la sucesión por parte del teniente alcalde Juan Carlos Quispe Ledesma a ocupar ese cargo, Véliz - que era el tercer regidor en el rol - ocupó el cargo de Teniente Alcalde. Este cargo lo ocupó hasta el 24 de febrero del 2022 cuando, ante la suspensión en el cargo de Quispe Ledesma por tener un mandato de detención judicial, el Consejo Municipal lo nombró como nuevo titular del despacho de la alcaldía provincial.
El 10 de marzo del 2022 se hicieron públicos audios de conversaciones en las que participaba el entonces alcalde Quispe Ledesma en la que se da a entender que Véliz Soto se encontraba inmerso en actos de corrupción con relación al cierre de una discoteca.
Culminada la detención preliminar de Quispe Ledesma y a pesar de que continúa la investigación en su contra que lo sindica como cabecilla de la red criminal "Los Tiranos del Centro", volvió a ocupar el cargo de Alcalde de Huancayo desde el 12 de abril.